# 呼布斯古尔县
呼布斯古尔  是蒙古国东南东戈壁省下辖的一个县（苏木），2009年人口1531人，面积8376.96平方公里，与乌兰巴德拉赫和哈腾布拉格以及中华人民共和国内蒙古自治区接壤。2000年曾发生过严重的口蹄疫疫情。